# Stenella
Stenella är ett släkte i familjen delfiner med fem arter som förekommer i varma hav över hela världen.
Arterna är:
- tygeldelfin (S. frontalis)
- hjälmdelfin (S. clymene)
- betseldelfin (S. attenuata)
- spinndelfin (S. longirostris)
- strimmig delfin (S. coeruleoalba)

Färgsättning varierar mellan arterna, populationerna och ibland beroende på individens ålder. Grundfärgerna är allmänt mörkgrå, ljusgrå och vitaktig. Dessutom har några släktmedlemmar karakteristiska mönster av strimmar och fläckar på kroppen. Arterna i släktet föredrar öppna havsområden längre bort från kusterna och är därför inte lika utforskad som andra delfiner. Som andra delfiner följer de vanligen större fartyg och de rider på fartygens vågor. De hoppar ofta. Arten spinndelfin visar alltid samma vana att först hoppa lodrätt ur vattnet för att sedan cirkulera om sin egen axel. Sedan dyker den tillbaka med svansen i början.
Födan utgörs nästan uteslutande av mindre fiskar men ibland äter de även bläckfiskar.
Som andra delfiner lever de socialt i flockar där de kommunicerar med pipande och klickande ljud.